# Blanice (Otava)
Die Blanice, auch Vodňanská Blanice (deutsch Flanitz, am Unterlauf Blanitz), ist ein rechter Zufluss der Otava in Tschechien.

## Verlauf
Die Blanice entspringt westlich des erloschenen Dorfes Zlatá (Goldberg) auf dem Truppenübungsplatz Boletice in der Želnavská hornatina im Böhmerwald. Ihre Quelle liegt auf dem Sattel zwischen der Lysá (Lissiberg, 1228 m) und dem Zlatovec (Goldberg, 1042 m).
Nach Verlassen des Militärgeländes liegen an ihrem durch ein sanftes Tal über den Gebirgskamm nach Nordwesten führenden Lauf durch das Naturschutzgebiet Horní Blanice die Orte Arnoštov, Spálenec und Blažejovice. Unterhalb der Blanický mlýn (Flanitzmühle) windet sich der Fluss in tiefen Schleifen durch das Bergland. Auf einem an drei Seiten umflossenen Felssporn befinden sich rechtsseitig die Reste der Burg Hus (Burg Gans). Bei Řepešín wendet sich die Blanice nach Nordosten. Am weiteren Lauf befinden sich die Ortschaften Záblatí, Kratušín, Zábrdí und Dvory. Nördlich von Prachatice wird der Fluss in der als Trinkwasserreservoir angelegten Talsperre Husinec gestaut.
Flussabwärts folgen die Orte Husinec und Těšovice. Hier weitet sich das Tal der Blanice und der Fluss tritt in die Hügellandschaft des Böhmerwald-Vorlandes ein. Zwischen Běleč und Putim folgt die Eisenbahn von Prachatice nach Písek dem Lauf der Blanice.
Über Žíchovec, Strunkovice nad Blanicí, Blanice, Blanička, Čichtice, Hájek, Bavorovské Svobodné Hory und Bavorov fließt die Blanice linksseitig an der Svobodná hora (Freigebirg, 640 m) vorbei. Nachfolgend bildet der Fluss mit nur noch geringem Gefälle ein breites Schwemmtal, in dem sich zahlreiche Teiche sowie abgeworfene Flussarme befinden. Entlang der Blanice liegen Svinětice, Pražák, Vitice, Krašlovice, Vodňany, Milenovice und Protivín. Oberhalb von Myšenec wendet sich der Fluss nach Nordwesten und fließt an Klokočín, Maletice, Skály, Heřmaň und Putim vorbei. Gegenüber dem Dorfe Zátaví mündet die Blanice nach 94,7 km bei 362 m ü. M. in die Otava. Ihr Einzugsgebiet beträgt 862 km².
1919 nahm im oberen Tal der Blanice eine schmalspurige Waldeisenbahn den Betrieb auf, die zum Abtransport des Kalamitätsholzes aus den Wäldern des Böhmerwaldes diente. Sie führte von der Bahnstation Brenntenberg (Spálenec) als Anschlussbahn der Bahnstrecke Číčenice–Haidmühle hinauf auf die Lange Au am Fuße des Langeberges (Dlouhý hřbet).

## Zuflüsse
- Lesní potok (l), am Dlouhý hřbet
- Dlouhohřbetský potok (Langenbachl, l), am Dlouhý hřbet
- Černý potok (Schwarzbach, l), oberhalb Arnoštov
- Pucheřský potok (Schoberbach, r), bei Arnoštov
- Tetřívčí potok (Kudlbach, r), unterhalb Spálenec
- Sněžný potok (Schneedorfer Bach, l), unterhalb Spálenec
- Zbytinský potok (Rossaubach, r), bei Zbytiny
- Magdalénský potok (l), oberhalb Můstek
- Černý potok (r), bei Blanický Mlýn
- Křemenný potok (l), bei Krejčovice
- Milešický potok (l), bei Krejčovice
- Zvěřenický potok (r), bei Zvěřenice
- Farský potok (Pfarrbach, r), bei Záblatí
- Cikánský potok (Aubach, l) unterhalb von Záblatí
- Žárovenský potok, auch Němčský potok (l), oberhalb Podedvorský Mlýn
- Černý potok (r), im Stausee Husinec
- Drozdovský potok (l), oberhalb Husinec
- Živný potok (Bieltschbach, auch Rohnbach, r), bei Běleč
- Osulský potok (r), oberhalb Žíchovec
- Libotyňský potok (l), bei Žíchovec
- Dubský potok (l), bei Blanice
- Zlatý potok (Goldbach, r), bei Čichtice
- Babí potok (r), bei Bavorovské Svobodné Hory
- Bavorovský potok (l), bei Na Drahách
- Bílský potok (l), bei Svinětice
- Stará řeka (l), bei Vitice
- Lidmovický potok (l), bei Krašlovice
- Blanický potok (r), bei U Suchomelů
- Stožický potok (r), oberhalb Vodňany
- Širovská strouha (r), bei Loucký Mlýn
- Bílý potok bzw. Radomilický potok (r), bei Milenovice
- Divišovka (r), unterhalb Protivín
- Tálínský potok (r), oberhalb von Myšenec
- Olšovka (r), Maletice
- Skalský potok (l), Heřmaň

## Abflüsse
- Stará řeka (l), am Záhorský rybník
- Blanický náhon (r), bei Vitice
- Malá Blanice (l), unterhalb Maletice